# Cambridge, Nya Zeeland
Cambridge, på maori Kemureti, är en stad i Waikato-regionen på Nordön i Nya Zeeland, belägen vid Waikatofloden ungefär 24 kilometer sydost om Hamilton.